# ゲソ丼

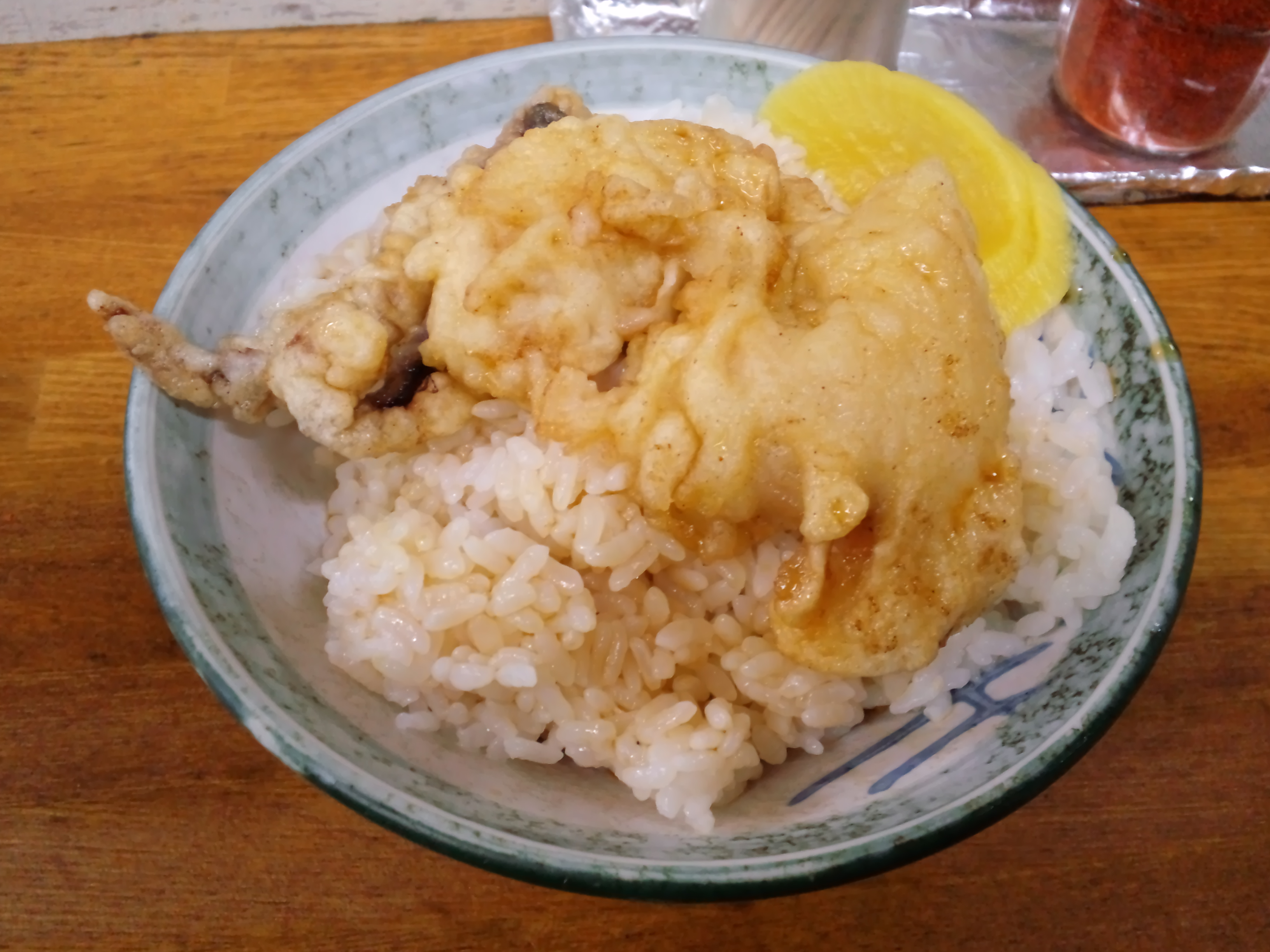
岩見沢市「小もろそば」のゲソ丼

ゲソ丼（ゲソどん）は、北海道旭川市周辺で広く食べられている、ゲソ（イカの足）の揚げ物をのせた丼物である。

## 概要
旭川市周辺の立ち食い蕎麦屋のメニューとして必ずとしていいほど用意されており、スーパーマーケットでも売られていることが多い。ツーリングマップルなど観光ガイドやテレビ・地図等でも紹介されており、観光客（特にライダー）に根強い人気がある。

## 基本的なレシピ
作り方は、イカのゲソに片栗粉をまぶして油で揚げて丼のご飯の上に乗せる。普通に揚げるのではなくて、フライパンで揚げ焼きする工夫をし、より柔らかく仕上げる店もある。上から醤油をベースにした甘辛いタレをかける。ご飯には刻んだ焼き海苔を散らす店もある。材料のイカは、北海道近海で豊富に水揚げされるヤリイカ、スルメイカ等を使用する。

## 発祥について
1981年（昭和56年）、旭川市5条通の「立ち食いそば屋 天勇」が発祥とされている。姉妹店「寿司屋 天勇」で余ったゲソを天ぷらにして丼にのせて提供したのが始まりで、野菜天丼とともに定番メニューとして存在していた。
現在では、旭川市内の蕎麦屋など少なくとも十数店舗が提供しているとされる。
また、旭川市から約100km離れた岩見沢市にもゲソ丼を扱う蕎麦屋「小もろそば」（創業1966年）がかつて存在した。だが岩見沢市の場合、旭川市と異なり市内一円で広く食べられている料理ではなく、あくまでも「一個店の名物」に留まっていた。しかしながら、この小もろそばも元々は野菜天丼とともに提供されていた事など、「天勇」などの旭川市の店と多くの共通点があった。